# محوطه لره
محوطه لره مربوط به دوره ساسانیان -قرون اولیه دوران‌های تاریخی پس از اسلام است و در شهرستان چرداول، بخش مرکزی، دهستان شباب، روستای هلسم واقع شده و این اثر در تاریخ ۲۳ بهمن ۱۳۸۵ با شمارهٔ ثبت ۱۷۳۶۱ به‌عنوان یکی از آثار ملی ایران به ثبت رسیده است.